# Víctor Soria
Víctor Marcelo Soria (Concepción, Tucumán, 14 de junio de 1967) es un exfutbolista argentino que jugaba como delantero.

## Trayectoria

### Concepción
Soria debutó en con la camiseta de Concepción en 1987. En 1988 y 1992 se coronó campeón de la Liga Tucumana. Jugó en el cuervo hasta 1992.

### Gimnasia y Tiro
En 1993 pasó a Gimnasia y Tiro, donde tuvo un breve paso.

### Atlético Tucumán
Volvió a Tucumán en 1994 y se sumó a Atlético Tucumán. Con la camiseta del decano disputó una temporada.

### Atlético Rafaela
En 1995 llegó a Atlético Rafaela. En el equipo santafesino jugó hasta 1997.

### Deportivo Cuenca
Tuvo su primera experiencia en el extranjero, cuando se mudó a Ecuador, para jugar en Deportivo Cuenca en 1997. En su primer año terminó como el segundo máximo goleador del Campeoanto Ecuatoriano.

### Deportivo Quito
En 1998 viajó a Quito y se unió a Deportivo Quito. Con el equipo quiteño finalizó como segundo máximo goleador del Campeonato Ecuatoriano.

## Clubes
| Club             | País      |
| ---------------- | --------- |
| Concepción       | Argentina |
| Gimnasia y Tiro  | Argentina |
| Atlético Tucumán | Argentina |
| Atlético Rafaela | Argentina |
| Deportivo Quito  | Ecuador   |
| Deportivo Cuenca | Ecuador   |

## Palmarés
| Título        | Equipo     | País      | Año  |
| ------------- | ---------- | --------- | ---- |
| Liga Tucumana | Concepción | Argentina | 1988 |
| Liga Tucumana | Concepción | Argentina | 1992 |